# Alberto Palacio
Alberto Palacio, właśc. Alberto de Palacio y Elissague (ur. 24 stycznia 1856 w Sare, zm. 18 maja 1939 w Getxo) – hiszpański architekt. Jego najbardziej znanym projektem jest Most Biskajski.

## Życiorys

### Dzieciństwo
Urodził się 24 stycznia 1856 roku w Sare. Był synem Hiszpana i Francuzki, oboje jego rodzice byli pochodzenia baskijskiego. Poznali się w Meksyku, gdzie Antonio Palacio Montemayor pracował jako biznesmen. Pochodził z Gordexoli. Natomiast matka Alberta, Estefanía Elissague, pochodziła z Sare. Zmęczeni niestabilną sytuacją polityczną w kraju Ameryki Północnej zdecydowali się na powrót do Europy.
Alberto oraz jego starszy brat Silvestre spędzali większość swojego dzieciństwa pomiędzy domem rodzinnym matki w Sare a pałacem ojca w Gordexoli, przez co dorastali w środowisku trójjęzycznym: hiszpańskim, francuskim i baskijskim.
Ich rodzice zginęli w wypadku, osierającając dwóch młodych chłopców. Opiekę nad nimi przejęła rodzina Epalza, z którą łączyły ich więzy rodzinne ze strony ojca. Rodzina ta była właścicielem willi w Portugalete, w której zamieszkali obaj chłopcy.

### Wykształcenie
Ukończył szkołę średnią jako stażysta u jezuitów w Colegio de San Zoilo y San Félix w Carrión de los Condes. Następnie przeprowadził się do Barcelony, gdzie rozpoczął studia uniwersyteckie w Prowincjonalnej Szkole Architektury w Barcelonie. W 1882 roku, w wieku 26 lat, uzyskał tytuł licencjata. Decyzją kadry został uznany najlepszym studentem. Ze względu na wysokie wyniki był zwolniony z egzaminu końcowego.
Edukację kontynuował w Paryżu, gdzie studiował inżynierię, matematykę, astronomię i medycynę. Był uczniem Gustave’a Eiffla i Ferdinanda Arnodina. Wtedy też został uznany specjalistą od mostów podwieszanych.

### Życie zawodowe
W 1883 zakończył okres szkolenia i osiadł w Bilbao, gdzie poślubił Leonorę de Arana e Iturribarria.
W kolejnych latach pracował w Madrycie, współpracując m.in. przy projekcie i budowie gmachu Banku Hiszpanii (1884), Pałacu Kryształowego (1887) i stacji Atocha (1888). Już te projekty przyniosły mu ogromną popularność, jednak największą sławę przyniosło mu stworzenie mostu.
W latach 1890–1893 współpracował ze swoim bratem Silvestrem nad Mostem Biskajskim. który ostatecznie został uznany za arcydzieło. Po trzech latach pracy i pokonywaniu wielu niepowodzeń, 28 lipca 1893 roku dokonano otwarcia mostu. Był to pierwszy most promowy na świecie, który zainspirował innych architektów do tworzenia podobnych obiektów.
Na początku XX wieku przeniósł się do Madrytu i tam projektował m.in. luksusowe rezydencje, osiedla mieszkaniowe.
Palacio miał ogromną wyobraźnię, a jego projekty były wielkie, innowatorskie i niezwykle kosztowne, w związku z czym wiele z nich pozostało bez wprowadzenia w życie, m.in. budowa 300-metrowej zadaszonej galerii nad ujściem rzeki Bilbao, globus o średnicy 200 metrów na 100-metrowej kolumnie na cześć Krzysztofa Kolumba, miałby on być wówczas najwyższą budowlą na świecie i 100-metrowy pomnik baskijskiego Fueros, który miał stanąć na Plaza Circular w Bilbao.

## Projekty

### Zrealizowane
- Most Biskajski
- Siedziba Banku Hiszpanii w Madrycie
- Dworzec kolejowy w Madrycie – Estación de Atocha[5]
- Fabryka Osram przy Paseo de Santa María de la Cabeza w Madrycie[6]

### Niezrealizowane
- Galeria nad ujściem rzeki Bilbao[1]
- Ogromny globus na cześć Krzysztofa Kolumba[4]
- Pomnik na Plaza Circular w Bilbao[1]

### Przykłady

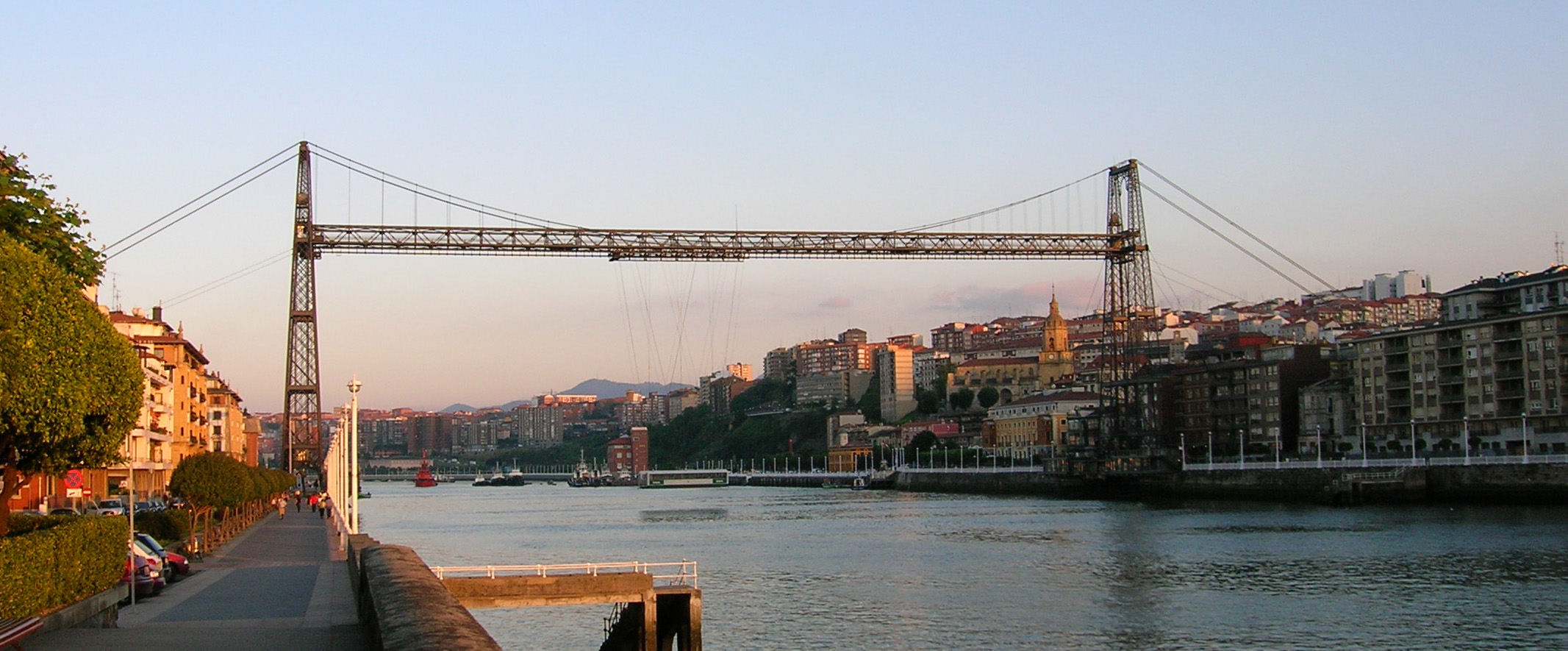
Most Biskajski
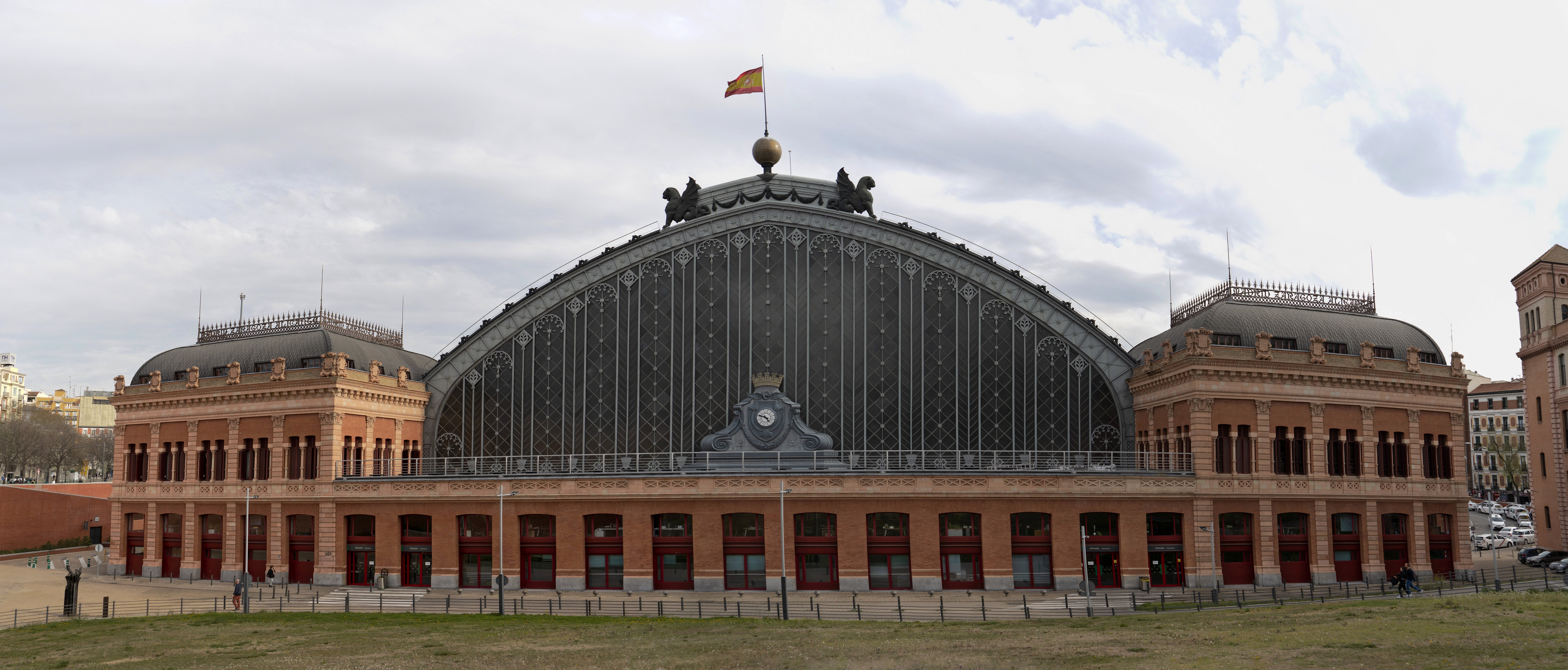
Estación de Atocha
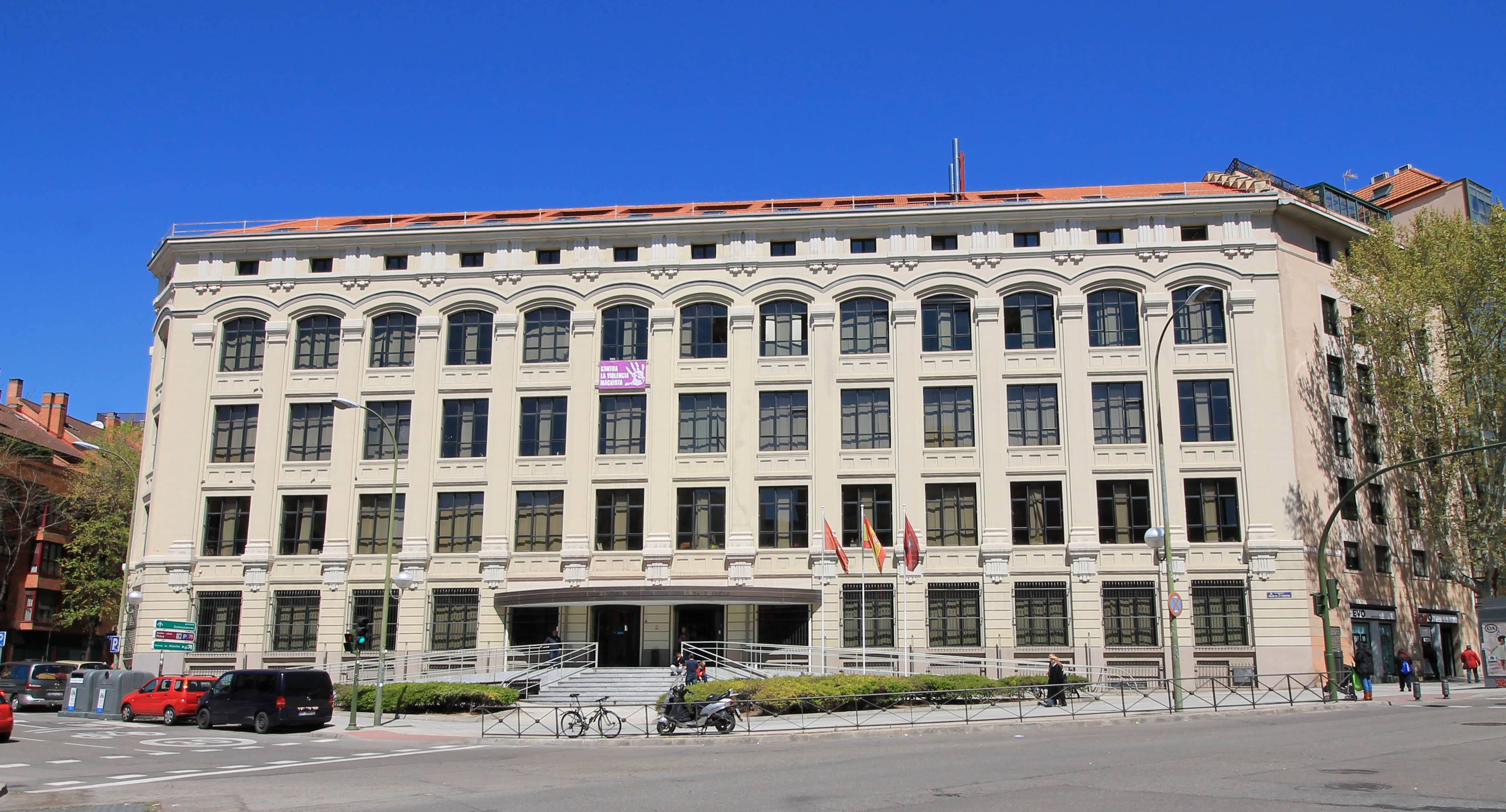
Fabryka firmy OSRAM
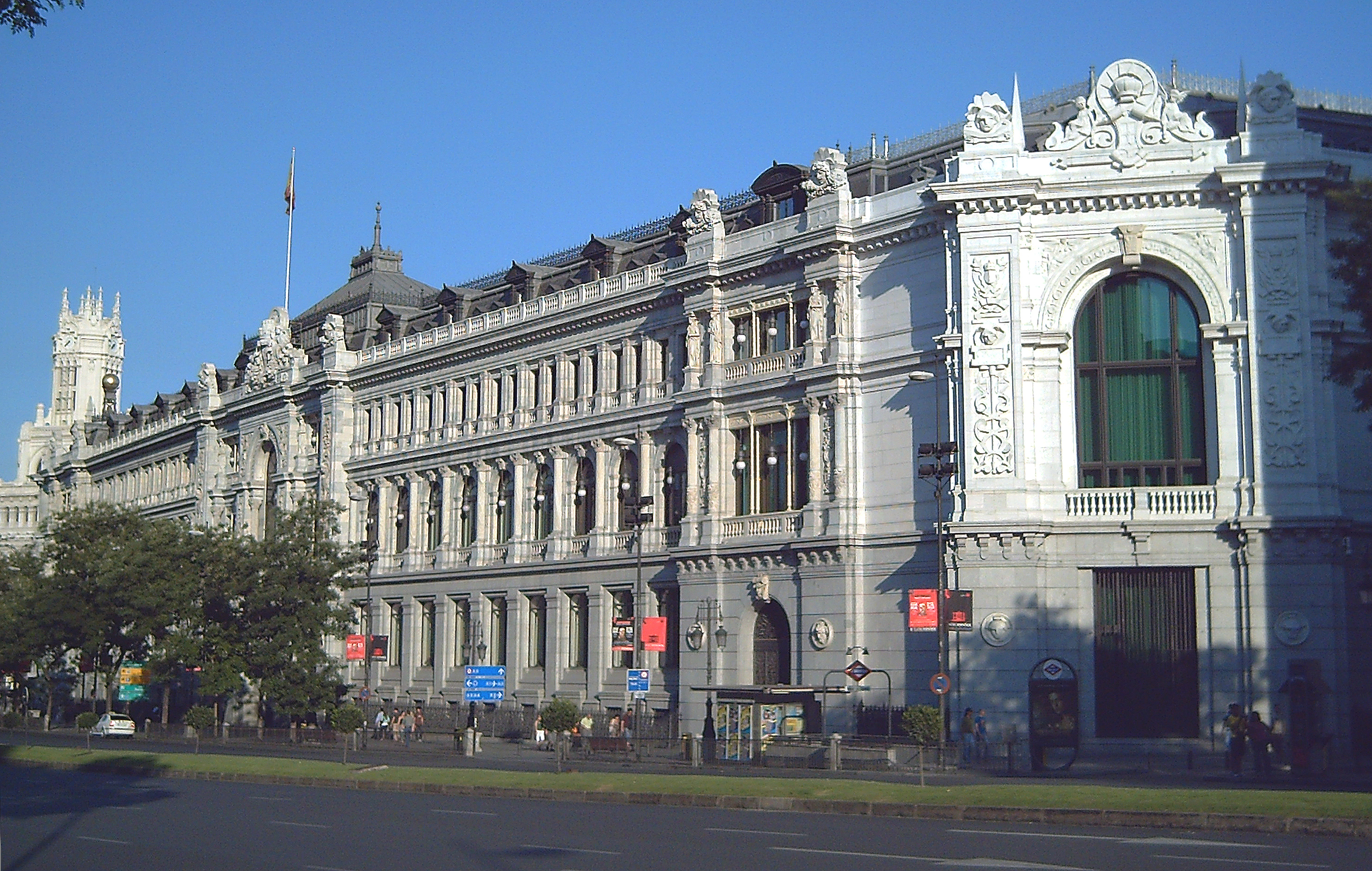
Bank Hiszpanii w Madrycie